# Русалина
Русали́на (болг. Русалина) — село в Кирджалійській області Болгарії. Входить до складу общини Черноочене.

## Населення
За даними перепису населення 2011 року у селі проживали 6 осіб.
Розподіл населення за віком у 2011 році:
Динаміка населення: